# 筑前町
筑前町（ちくぜんまち）は、福岡県中南部に位置する町。朝倉郡に属する。

## 地理
福岡県の中南部、福岡市の南東約25km、久留米市の北東約20kmの場所に位置する。町域西部～西南部～南部にかけては筑後平野の北端部にあたり比較的平坦な地形であり、この平地に主要集落が発達している。一方、東部～北東部～北部にかけては山地となっている。朝倉都市圏に属する。

### 隣接する自治体
- 朝倉市
- 小郡市
- 筑紫野市
- 飯塚市
- 嘉麻市
- 三井郡大刀洗町

なお、当町と同じく朝倉郡に属する東峰村とは隣接していない。

### 地名
旧三輪町
- 弥永
- 大塚
- 上高場
- 栗田
- 高上
- 高田
- 当所
- 野町
- 久光
- 森山
- 山隈
- 依井
- 新町(1976年、野町より分立)
- 朝園(合併時、野町・依井より分立)
- 大久保(合併時、山隈より分立)
- 原地蔵(合併時、野町・山隈より分立)

旧夜須町
- 赤坂
- 朝日
- 石櫃
- 櫛木
- 黒岩
- 三箇山
- 四三嶋
- 篠隈
- 下高場
- 曽根田
- 長者町
- 砥上
- 中牟田
- 西田
- 畑島
- 東小田
- 吹田
- 二
- 松延
- 三並
- 三牟田
- 安野(四三島・篠隈・下高場より分立。年不詳)

## 歴史
- 1889年4月1日 - 町村制施行により、現在の町域にあたる以下の村が発足。
  - 夜須郡三根村・中津屋村・安野村・大三輪村・栗田村
- 1896年4月1日 - 郡の統合により上記の村はすべて朝倉郡に属する[1]。
- 1908年3月20日 - 朝倉郡三根村・中津屋村・安野村が対等合併し、夜須村が発足。
- 1908年9月1日 - 朝倉郡大三輪村・栗田村が対等合併し、三輪村が発足。
- 1962年4月1日 - 夜須村・三輪村がそれぞれ町制施行、夜須町・三輪町となる。
- 2005年3月22日 - 夜須町と三輪町が対等合併し、筑前町が発足。

### 歴代町長
1. 手柴豊次（2005年4月24日 - 2009年4月23日）1期

## 行政

### 町長
- 田頭喜久己（4期目）
- 任期：2025年4月23日

### 町議会
- 定数: 14人
- 任期: 2027年1月31日

### 行政機関
- 町役場（旧夜須町役場）
- 総合支所（旧三輪町役場）

### 警察
朝倉警察署
- 夜須交番
- 三輪交番

### 常備消防
- 甘木・朝倉消防本部

### 一部事務組合
※カッコ内は構成市町村。
- 甘木・朝倉広域市町村圏事務組合（朝倉市・筑前町・東峰村）
- 甘木朝倉三井環境施設組合（朝倉市・筑前町・東峰村・三井郡大刀洗町・久留米市）
- 筑慈苑施設組合（筑紫野市・春日市・大野城市・太宰府市・筑前町）
- 福岡県南広域水道企業団（久留米市・大川市・筑後市・柳川市・大牟田市・八女市・朝倉市・大木町・高田町・広川町・立花町・筑前町及び三井水道企業団）
- 両筑衛生施設組合（筑紫野市・太宰府市・小郡市・筑前町・大刀洗町・久留米市）
- 福岡県介護保険広域連合

## 地域

### 人口
福岡都市圏と隣接しており、近年人口増が続いており、2021年には3万人を超えた。
| |                                        |  |
| 筑前町と全国の年齢別人口分布（2005年） | 筑前町の年齢・男女別人口分布（2005年） |  |
| ■紫色 ― 筑前町 ■緑色 ― 日本全国 | ■青色 ― 男性 ■赤色 ― 女性              |  |
| 筑前町（に相当する地域）の人口の推移 \| 1970年（昭和45年） \| 18,737人 \| \| \| 1975年（昭和50年） \| 19,719人 \| \| \| 1980年（昭和55年） \| 22,273人 \| \| \| 1985年（昭和60年） \| 23,868人 \| \| \| 1990年（平成2年） \| 24,572人 \| \| \| 1995年（平成7年） \| 27,078人 \| \| \| 2000年（平成12年） \| 28,926人 \| \| \| 2005年（平成17年） \| 29,353人 \| \| \| 2010年（平成22年） \| 29,155人 \| \| \| 2015年（平成27年） \| 29,306人 \| \| \| 2020年（令和2年） \| 29,591人 \| \| |                                        |  |
| 総務省統計局 国勢調査より |                                        |  |
| 1970年（昭和45年） | 18,737人                               |  |
| 1975年（昭和50年） | 19,719人                               |  |
| 1980年（昭和55年） | 22,273人                               |  |
| 1985年（昭和60年） | 23,868人                               |  |
| 1990年（平成2年） | 24,572人                               |  |
| 1995年（平成7年） | 27,078人                               |  |
| 2000年（平成12年） | 28,926人                               |  |
| 2005年（平成17年） | 29,353人                               |  |
| 2010年（平成22年） | 29,155人                               |  |
| 2015年（平成27年） | 29,306人                               |  |
| 2020年（令和2年） | 29,591人                               |  |

### 教育

#### 中学校
筑前町立
- 夜須中学校
- 三輪中学校

#### 小学校
筑前町立
- 東小田小学校
- 中牟田小学校
- 三並小学校
- 三輪小学校

## 交通

### 鉄道
- 甘木鉄道
  - 甘木鉄道甘木線: 山隈駅 - 太刀洗駅 - 高田駅

甘木鉄道は町の中心市街地から離れた町域南部を通っており、町中心部に鉄道は通っていない。
しかしながら、南部地区の山隈、原地蔵、南高田に新興住宅地が造成され、特に三輪それりの造成後は南部地区の人口が増加している。
九州旅客鉄道（JR九州）筑豊本線（原田線）が町内（旧夜須町）を通っているが、町内に駅はない。一部地区では隣の筑紫野市にある筑前山家駅が利用可能。
なお、町中心部への最寄り駅は西鉄天神大牟田線の朝倉街道駅（後述の路線バス接続あり）あるいは筑紫駅となる。

### バス
西鉄バス
西日本鉄道（西鉄バス二日市・日田バスに管理委託）が町内を貫く国道386号・旧国道386号（県道福岡日田線）を経由して福岡市・太宰府市・筑紫野市・朝倉市と筑前町を結ぶ以下の路線を運行している。旧夜須町の中心バス停は「篠隈」、旧三輪町の中心バス停は「新町」である。
- 40: JR二日市駅 - 西鉄朝倉街道駅 - 篠隈 - 新町 - 甘木（朝倉市） - 比良松（朝倉市） - 原鶴 - 杷木（朝倉市）
- 41: JR二日市駅 - 西鉄朝倉街道駅 - 篠隈 - 新町 - 甘木（朝倉市） - 比良松（朝倉市） - 原鶴温泉 - 杷木（朝倉市）
- 400: 博多バスターミナル - 都府楼前駅 - 篠隈 - 新町 - 甘木（朝倉市）

上記いずれの路線も町内の経路は同一である。
- 24: 西鉄筑紫駅 - 山家道 - 山家駅前 - 浦の下 - 上西山（筑紫野市）

西鉄バス二日市の自社運行路線。大部分が筑紫野市内であり、町内の停留所は山家道のみである。なお、山家道停留所では上記の40、41、400番と乗換が可能である。
甘木観光バス
旧三輪町中心部と甘鉄甘木駅を太刀洗駅前経由で結ぶ路線を運行している（町内のみ運行の便もあり）。旧三輪町には小学校が三輪小学校だけであったことから、南部地区の生徒は通学距離が長く、町が一部補助する形で、甘木観光バスが実質的なスクールバスになっている路線もある。
チョイソコちくちゃん
2023年10月以降従来の地域巡回バスに代わり運行する登録制・予約制のオンデマンド型公共交通。

### 道路

#### 一般国道
- 国道200号（山家バイパス） - 町域西端部を北東から南西に延びる。
- 国道386号 - 町域中央部を南東から北西に延び、町域中心部を通る。旧三輪町中心部以東は東側の甘木朝倉バイパスに移行した。
- 国道500号 - 町域南端部の太刀洗駅周辺を東西に延びる。

#### 県道
主要地方道
- 福岡県道53号久留米筑紫野線 - バイパスが町域西端部を南北に延びる。
- 福岡県道77号筑紫野三輪線 - 国道386号に並行する形で、国道386号より北東の山側の地域を北西から南東に延びる。国道386号甘木朝倉バイパスに接続する。

一般県道
- 福岡県道112号福岡日田線 - 町域中央部を北西から南東に延び、旧夜須町・三輪町の中心部を通る。町内の多くの区間が国道386号と重複するが、町域西端部では国道200号と重複し、町域東部は甘木朝倉バイパス開通により国道指定を解除され単独区間となっている。かつての朝倉街道であり福岡市や日田市に通じる。
- 福岡県道438号白川桑曲線 - 町域北東端の山間部に延びる。
- 福岡県道583号上高橋野町線 - 町域南端部にごくわずかに通っている。
- 福岡県道593号久光西小田線 - 旧三輪町中心部で国道386号から分岐し、国道386号に並行する形で、国道386号より南西の平地を南東から北西に延びる。
- 福岡県道594号女男石野町線 - 北東に延び、旧三輪町の太刀洗駅近辺と中心部を結ぶ。
- 福岡県道595号山家西小田線 - 町域北部の山間部から西部の平地に延びる。
- 福岡県道597号三箇山山隈線 - 町域北部の山間部から南端部の平地に延びる。

## 名所・旧跡・観光スポット・祭事・催事
- 筑前町立大刀洗平和記念館
- 旧日本陸軍太刀洗飛行場跡
- 大刀洗レトロステーション
- 仙道古墳
- ふれあいファーム
- 夜須高原記念の森
- 国立夜須高原青少年自然の家
- 栗田のお滝
- 砥上観音塚古墳

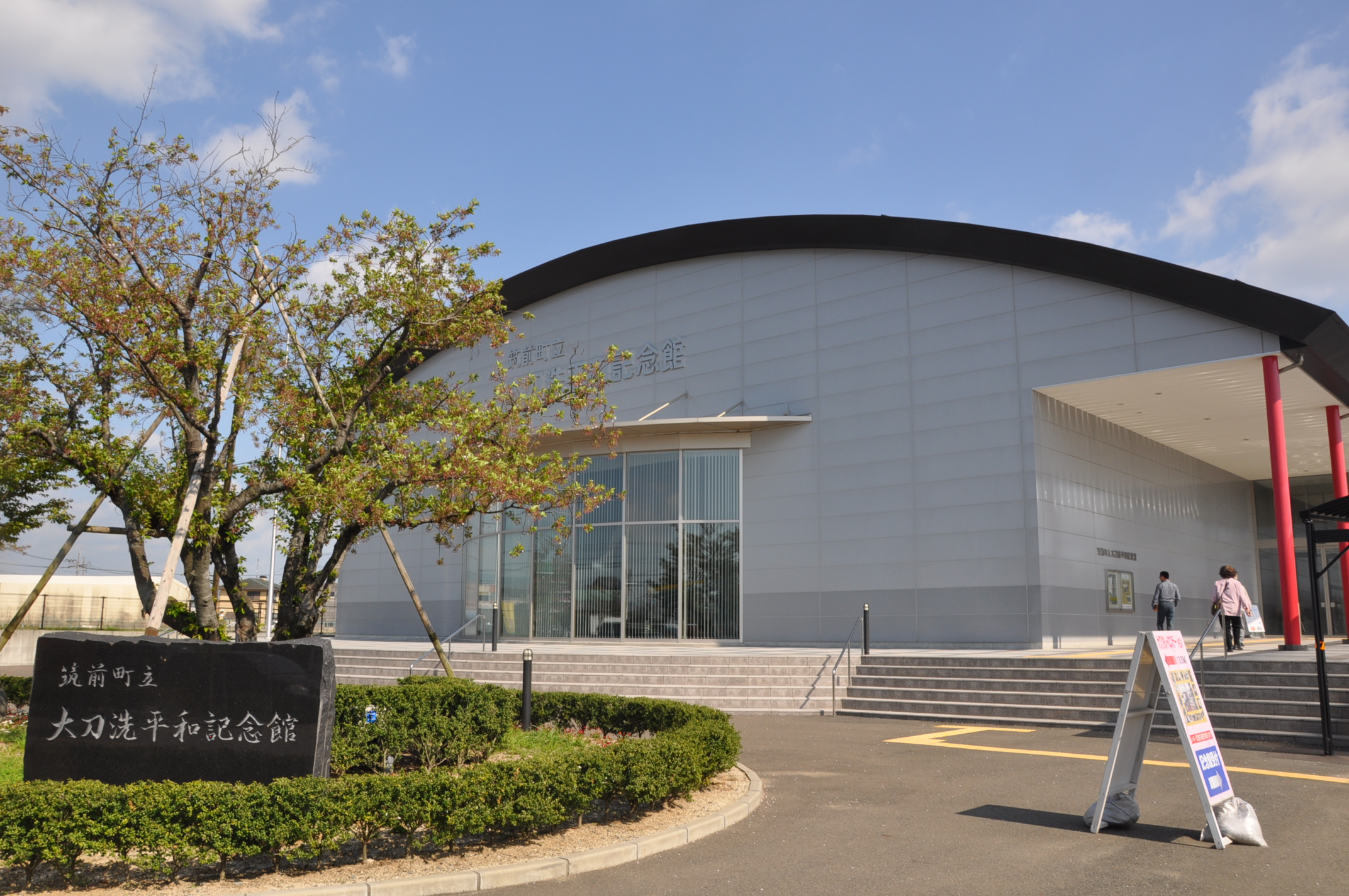
大刀洗平和記念館
2011年1月

- 大己貴神社 - 三輪地区にある神社。日本書紀によれば神功皇后が祀ったとされ、地元では日本最古の神社と称す。以下原文
  - 「神功皇后摂政前紀仲哀天皇9年9月己卯条　令諸国集船舶練兵甲時軍卒難集皇后曰必神心焉則立大三輪社以奉刀矛矣軍衆自聚於是使吾瓮海人烏摩呂出於西海令察有国耶還曰国不見也又遣磯鹿海人名草而令覩数日還之曰西北有山帯雲横絙蓋有国乎爰卜吉日而臨発有日時皇后親執斧鉞令三軍曰金鼓無節旌旗錯乱則士卒不整貪財多欲懐私内顧必為敵所虜其敵少而勿軽敵強而無屈則姦暴勿聴自服勿殺遂戦勝者必有賞背走者自有罪既而神有誨曰和魂服王身而守寿命荒魂為先鋒而導師船」
- 上高場大神宮 - 藤の名所

## 筑前町出身の有名人
★は故人
- 八尋不二（脚本家、旧夜須町出身）★
- 久保竜彦（元サッカー選手、日本代表）
- 石川啓人（元サッカー選手）
- 大場啓（元サッカー選手）
- 大武峻（サッカー選手）
- 池松和彦（レスリング選手、旧夜須町出身）
- 町田隼人（お笑い芸人、旧三輪町出身）
- 滝里美（演歌歌手、旧夜須町出身）
- 時津孝康（起業家、実業家、旧夜須町出身）

## 筑前町ゆかりの人物
★は故人
- 香川伸行（元プロ野球選手、徳島県出身。南海ホークス→福岡ダイエーホークス所属。『ドカベン』の愛称で親しまれた。晩年は筑前町に在住）★
- 川原俊夫（実業家。博多式辛子明太子の考案者。川原本人は釜山市出身だが、川原家は旧三輪町の出である。）★
- 松本零士（漫画家。久留米市出身。父・松本強は旧陸軍の少佐で、大刀洗飛行場で開隊した飛行第四戦隊に所属していたため、同地での勤務経験があった。松本自身も2019年に大刀洗平和記念館を訪れ、公演を行った。）★